# Македонска илюстрация
„Македонска илюстрация“ с подзаглавие Списание за литература, история, география и общественост е българско списание, излизало в София в 1925 – 1926 година.
Излизат 2 броя – през ноември 1925 и януари 1926 година. Вторият брой носи заглавие „Епопея“. Печата се в печатница „Гутенберг“. В списанието излизат материали по историята и настоящето на Македонския въпрос, биографии на македонски дейци, сведения за живота на македонските братства. Подкрепя Вътрешната македонска революционна организация и е насочено срещу Македонската федеративна организация. Редактор е Тодор Варадинов от Кочани. Автори в списанието са Данаил Кацев – Бурски, Райна Костенцева, Тодор Варадинов.